# Mindelstetten
Mindelstetten ist eine Gemeinde im oberbayerischen Landkreis Eichstätt.

## Geografie
Die Gemeinde liegt in der Region Ingolstadt, zwischen dem Bellerberg und Schellerberg, in der Hallertau an der Grenze zu Niederbayern. Durch Mindelstetten fließt der Dettenbach.

### Gemeindegliederung
Es gibt 10 Gemeindeteile (in Klammern ist der Siedlungstyp angegeben):
- Grashausen (Weiler)
- Hiendorf (Kirchdorf)
- Hüttenhausen (Kirchdorf)
- Imbath (Kirchdorf)
- Mindelstetten (Pfarrdorf)
- Oberoffendorf (Dorf)
- Offendorf (Kirchdorf)
- Stockau (Dorf)
- Tettenagger (Kirchdorf)
- Weiher (Weiler)

## Geschichte

### Bis zum 19. Jahrhundert
Der Ort Mindelstetten liegt an der alten Salz- und Eisenstraße Nürnberg-Landshut. Die erste urkundliche Erwähnung erfolgte 1042 in einer Urkunde des Kolonisationsklosters St. Emmeram in Regensburg; darin schenkt eine Erchantrud dem Kloster ein Gut zu „Mundilstetti“. Im 12. Jahrhundert existierte ein Ortsadel. Im Jahr 1123 trat ein Tiemo von Mundelstetten als Zeuge auf. Für 1244 ist mit Henricus Plebanus ein erster Pfarrer von Mundilstatt urkundlich erwähnt, beauftragt vom Bischof von Eichstätt. Im Jahr 1408 erwarben die Herren der Althinzenhauser vom Kloster Solnhofen das Dorf Mindelstetten; die Propstei Solnhofen, zum Kloster Fulda gehörend, dürfte bald nach 1100 die Patronatsrechte erhalten haben. Im Dreißigjährigen Krieg erlitt das Dorf 1632 schwere Schäden. 1692 suchte eine große Feuersbrunst das Dorf heim. 1860 erwarb Mindelstetten erstmals eine Feuerspritze.
Mindelstetten gehörte zum Rentamt München und ab 1803 zum Landgericht Abensberg des Kurfürstentums- und späteren Königreichs Bayern. Seit der Zusammenlegung des Landgerichts Abensberg mit dem Landgericht Kelheim zum Bezirksamt Kelheim im Jahre 1862 gehört Mindelstetten zum Bezirksamt Kelheim, das 1939 in Landkreis Kelheim umbenannt wurde.
1838 hatte Mindelstetten 42 Häuser und 224 Einwohner, Hiendorf 19 Häuser und 112 Einwohner und Harlanden 4 Häuser und 30 Einwohner.

### Eingemeindungen
Am 1. Juni 1928 wurde ein Teil der aufgelösten Gemeinde Schwabstetten eingegliedert. Am 1. Juli 1972 kam Hiendorf hinzu. Am 1. Mai 1978 folgte Hüttenhausen mit dem im Jahr 1939 eingegliederten Offendorf.

### Einwohnerentwicklung
Zwischen 1988 und 2018 wuchs die Gemeinde von 1253 auf 1718 um 465 Einwohner bzw. um 37,1 %.
- 1838: 0366 Einwohner, davon in Hiendorf 112, in Harlanden 30 und in Mindelstetten 224
- 1910: 0398 Einwohner
- 1961: 1069 Einwohner, davon in Hiendorf 132, in Hüttenhausen 366 und in Mindelstetten 571
- 1970: 1273 Einwohner, davon in Hiendorf 134, in Hüttenhausen 492 und in Mindelstetten 647
- 1987: 1254 Einwohner
- 1991: 1340 Einwohner
- 1995: 1464 Einwohner
- 2000: 1611 Einwohner
- 2005: 1665 Einwohner
- 2010: 1637 Einwohner
- 2015: 1658 Einwohner
- 2020: 1746 Einwohner

## Religion
Auf dem Gemeindegebiet existieren die katholischen Pfarreien Mindelstetten und Offendorf.

## Politik

### Gemeinderat
Der Gemeinderat hat zwölf Mitglieder. Bei der Kommunalwahl am 15. März 2020 lag nur der gemeinsame Wahlvorschlag von CSU und Christlicher Wählergemeinschaft (CWG) mit 24 Bewerbern vor. Die zwölf Bewerber dieser Liste, die die meisten Einzelstimmen erhielten, bilden mit dem Bürgermeister von 2020 bis 2026 den Gemeinderat. Die Wahlbeteiligung betrug 72,28 %. – Für die beiden vorausgehenden Amtszeiten (2008–2014 und 2014–2020) hatten sich CSU und CWG jeweils getrennt beworben – beide Gruppen erhielten jeweils sechs Sitze.

### Bürgermeister
Erster Bürgermeister ist Alfred Paulus (CSU-CWG). Dieser wurde im Jahr 2014 Nachfolger von Josef Kundler (CSU) und am 15. März 2020 (als gemeinsamer Bewerber von CSU und CWG) mit 89,94 % der Stimmen im Amt bestätigt.

## Verwaltung
Die Gemeinde ist Mitglied der Verwaltungsgemeinschaft Pförring.

## Wappen
| Wappen von Mindelstetten | Blasonierung: „Über rotem Schildfuß, darin eine silberne heraldische Lilie, umgeben von einem silbernen Dornenkranz, in Silber ein springender schwarzer Marder, unterlegt mit einer gestürzten grünen Hopfenranke mit einem Blatt und zwei Dolden.“ |
| Wappen von Mindelstetten | Wappenbegründung: Auf dem Wappen sind ein Marder, im Gedenken an das Adelsgeschlecht der Muggenthaler, die in Hüttenhausen ihren Sitz hatten, sowie eine Hopfenstaude abgebildet, da der Hopfen in der Region eine große Rolle spielt. Im Unteren Bereich befinden sich weiterhin ein Dornenkranz und eine Lilie, beides zur Erinnerung an die Heilige Anna Schäffer. Wappenführung seit 1985. |

## Kultur und Sehenswürdigkeiten

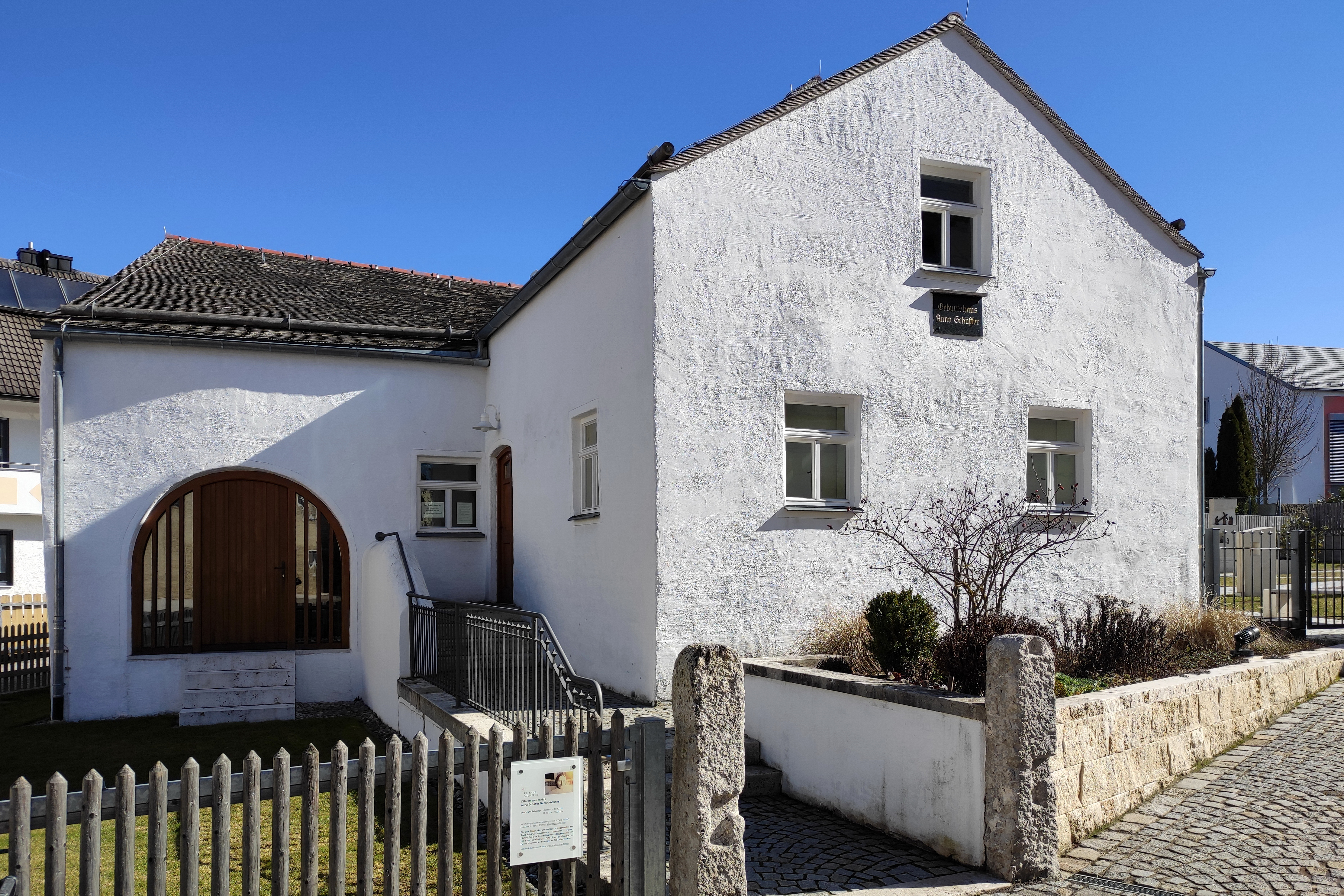
Geburtshaus von Anna Schäffer

Es gibt in Mindelstetten einen Theaterverein. Das Geburtshaus der Mystikerin Anna Schäffer befindet sich in der nach ihr benannten Straße.

### Baudenkmäler

#### Pfarrkirche zum heiligen Nikolaus in Mindelstetten

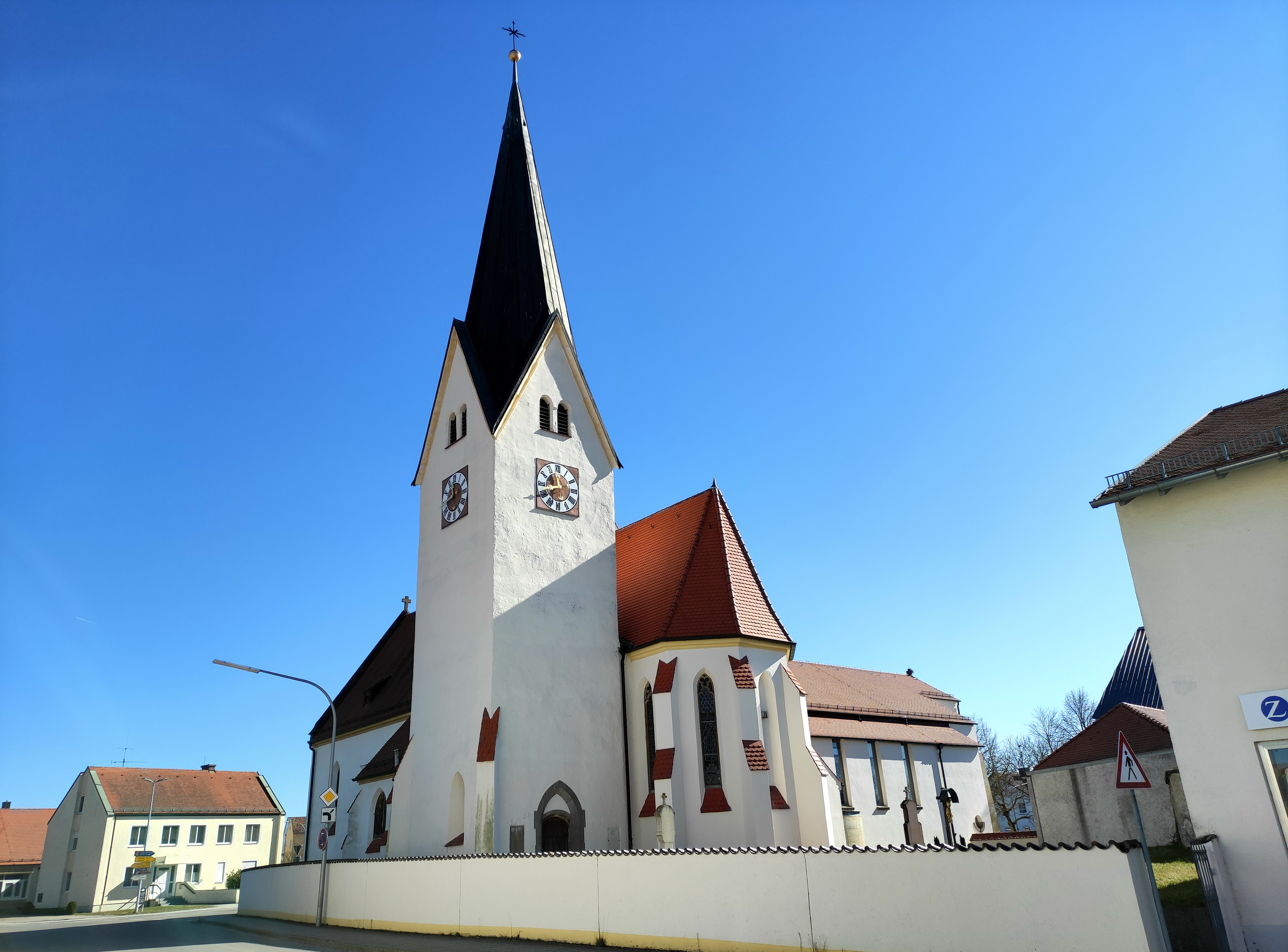
Die Pfarrkirche St. Nikolaus mit Erweiterungsbau

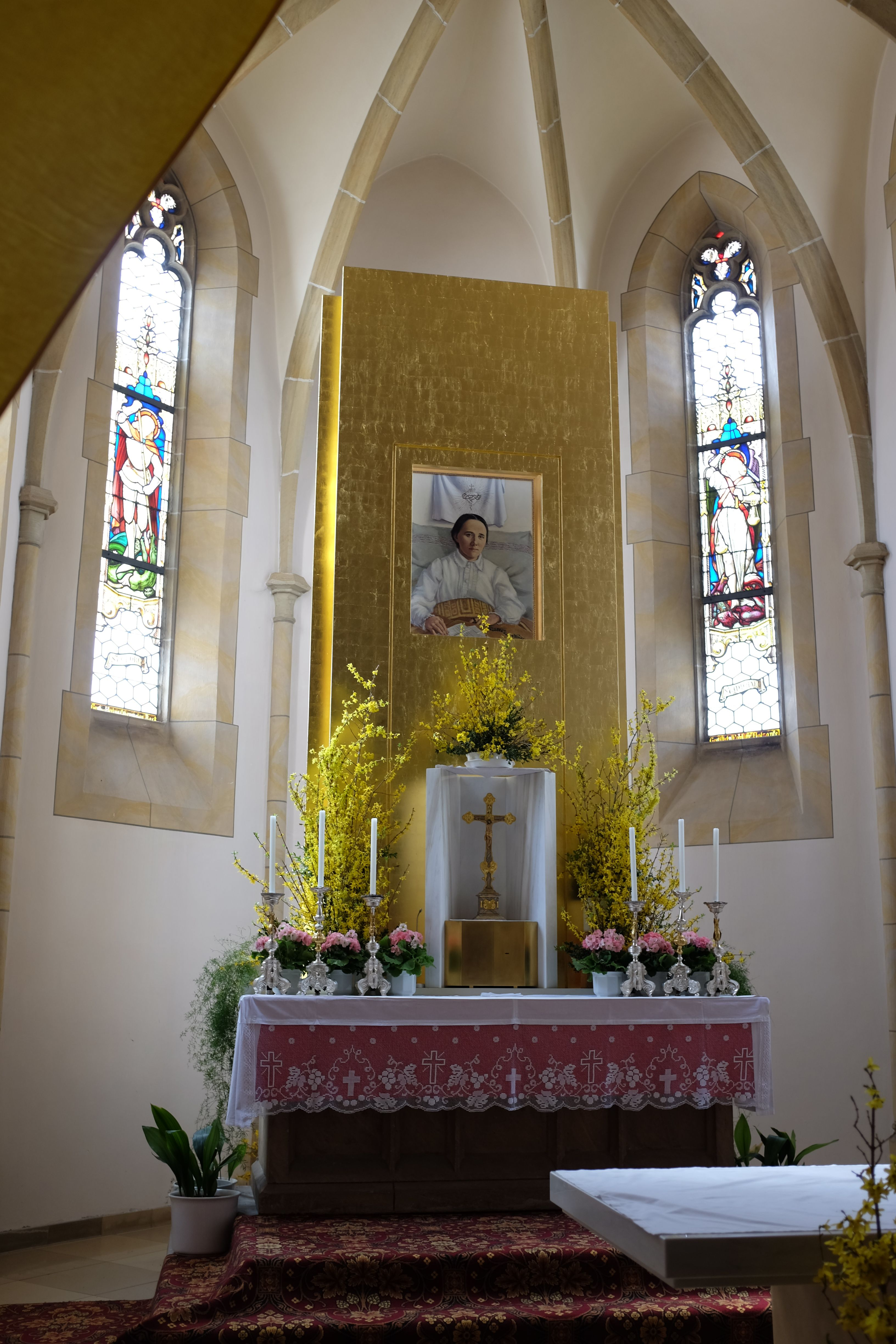
Altar mit Porträt von Anna Schäffer

Die erste Ortskirche wurde wohl in der zweiten Hälfte des 12. Jahrhunderts erbaut; das Untergeschoss des heutigen Turms stammt noch aus dieser Zeit. Ob diese Chorturmkirche bereits vom Kloster St. Emmeram oder erst von der Propstei Solnhofen errichtet wurde, ist ungeklärt; jedenfalls war bis 1684 der linke Seitenaltar der Kirche dem Heiligen Sola geweiht. Die Kirche wurde um 1400 gotisch umgestaltet (Weihe 1433) und 1692 durch Feuer zerstört. 1707/1711 verlängerte man sie nach Westen und stellte dort barocke Altäre auf. 1736 wurde der Hochaltar konsekriert. 1776 hob ein Sturm die Turmkuppel ab. 1826/27 erhielt die Kirche bei einer großen Renovierung nach Entfernung des baufälligen Gewölbes eine neue Weißdecke; die Altäre wurden wieder nach Osten verlegt. 1846–52 kam auf den Turm mit seinen vier Giebeln ein pyramidenförmiges Spitzhelmdach. 1904/05 wurde die Kirche unter Architekt Heinrich Hauberrisser (Regensburg) im „gotischen Stil einfacher Form“ neu gebaut, wobei der Turm wiederverwendet wurde. Das Pestkreuz stammt von 1580; die 1905 von der Filialkirche Hiendorf erworbene neugotische Kanzel wurde 1928 zurückgegeben und stattdessen 1955 eine neubarocke Kanzel eingebaut. Der rechte Seitenaltar zeigt statt eines Altarbildes eine Holzfigur der heiligen Barbara, der linke die Holzfigur Maria als Rosenkranzkönigin. Den Kreuzweg malte 1944 Kunstmaler Goß (Ingolstadt). – Ein südlich an die Kirche angrenzender, etwa doppelt so großer Erweiterungsbau wurde 1994/95 von der Architekturfirma Blasch, Regensburg, errichtet, wofür die Südseite der alten Kirche ausgebrochen wurde. Für den Neubau wurde die alte Schule samt Nebengebäuden abgerissen. Für die in den Erweiterungsbau transferierte, um drei auf insgesamt 22 Register erweiterte Orgel wurde 2001 in der alten Kirche eine neue Orgel aufgestellt. Der nach einer Renovierung in den Neubau versetzte Rokoko-Hochaltar beherbergt eine Statue des heiligen Nikolaus von 1905. Der linke Seitenaltar zeigt als Altarbild Maria Immaculata, der rechte den Erzengel Michael als Drachentöter, beides Nazarenergemälde unbekannter Hand aus der zweiten Hälfte des 19. Jahrhunderts. Am 25. Juli 1972 wurden die Gebeine der am 5. Oktober 1925 als Dulderin im Rufe der Heiligkeit verstorbenen Anna Schäffer, der „Schreiner Nandl“, im Zuge des Auflassens des alten Friedhofs exhumiert und einen Tag später in einer Gruft im rechten Seitenschiff der Kirche beigesetzt. Am 30. Januar 1999 wurden sie in eine neue Gruft im Mittelgang der nunmehrigen Grabeskirche umgebettet; die Grabplatte schuf der Künstler Alfred Böschl aus Adlhausen. Der Seligsprechungsprozess der Anna Schäffer wurde am 17. März 1973 eingeleitet, die Seligsprechung erfolgte am 7. März 1999. Am 21. Oktober 2012 ist Anna Schäffer von Papst Benedikt XVI. in Rom heiliggesprochen worden. 2004 wurde ein neu errichtetes Pilgerzentrum seiner Bestimmung übergeben; alljährlich besuchen etwa 25 000 Gläubige das Grab. Die Pfarrei Mindelstetten gehört zur Diözese Regensburg.

#### Altöttinger Kapelle

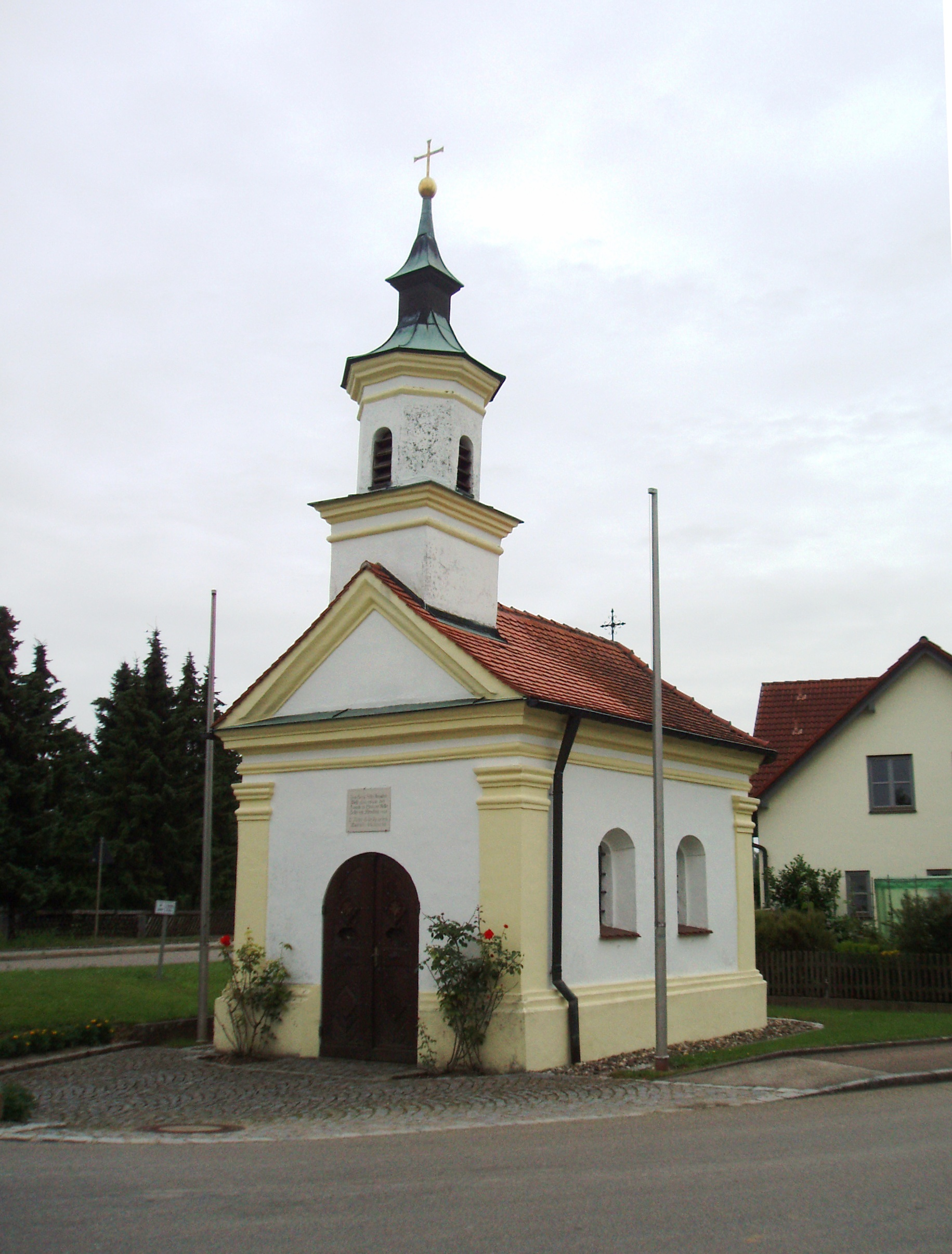
Die Altöttinger Kapelle in Mindelstetten

Die der Gnadenkapelle in Altötting nachempfundene Altöttinger Kapelle wurde 1834 an der Straßengabelung Neustadt-Vohburg, heute Abzweigung von der B 299 nach Hiendorf, im Auftrag des „Straßwirts“ von Mindelstetten erbaut. 1916 wurde sie in eine Kriegergedächtniskapelle umgewandelt.

### Sport
Der FC Mindelstetten bietet neben der in der Kreisliga 1 Donau/Isar spielenden Fußballabteilung Stockschießen, Damengymnastik und Taekwondo an. Der Tennisclub Mindelstetten spielt auf drei Sandplätzen.

### Regelmäßige Veranstaltungen
Am zweiten Wochenende im Oktober wird jedes Jahr der Mindelstettener Markt mit Wahl der Jurahopfenkönigin veranstaltet.

## Wirtschaft und Infrastruktur

### Wirtschaft einschließlich Land- und Forstwirtschaft
Die Gemeindesteuereinnahmen betrugen im Jahr 2023 umgerechnet 3.052.000 €, davon waren umgerechnet 101.000 € (netto) Gewerbesteuereinnahmen.
Im Jahr 2023 gab es nach der amtlichen Statistik insgesamt 257 sozialversicherungspflichtig Beschäftigte am Arbeitsort. Sozialversicherungspflichtig Beschäftigte am Wohnort gab es insgesamt 829. Im verarbeitenden Gewerbe gab es keine Betriebe, im Bauhauptgewerbe vier Betriebe. Zudem bestanden im Jahr 2020 29 landwirtschaftliche Betriebe mit einer landwirtschaftlich genutzten Fläche von 844 ha, davon waren 779 ha Ackerfläche und 66 ha Dauergrünfläche.

### Verkehr
Durch Mindelstetten führt die Bundesstraße 299.

### Bildung
2024 gab es folgende Einrichtungen:
- zwei Kindertageseinrichtungen: 101 genehmigte Betreuungsplätze, 92 betreute Kinder
- eine Volksschule: vier Lehrkräfte, 74 Schülerinnen und Schüler

## Söhne und Töchter der Stadt
- Anna Schäffer (* 18. Februar 1882; † 5. Oktober 1925), Mystikerin, durch Papst Benedikt XVI. am 21. Oktober 2012 heiliggesprochen.
- Franz Seidenschwarz (* 16. Juni 1954), deutscher Diplomat und Biologe
- Simon Batz (* 1. Dezember 2002), Leichtathlet